# حفلة راقصة

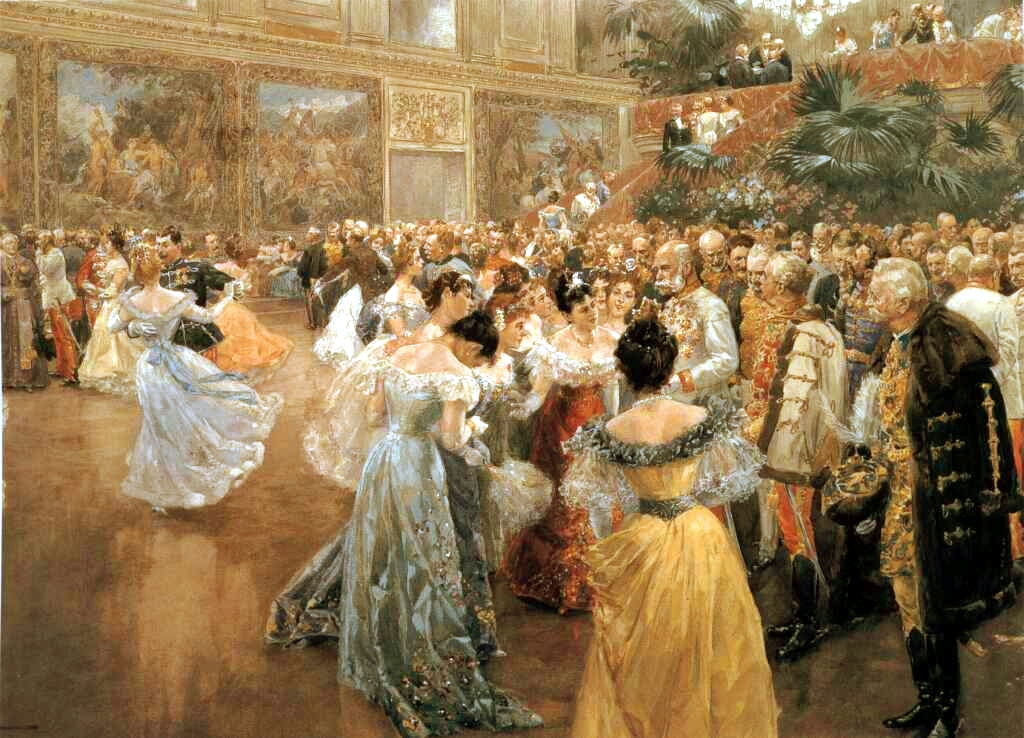
قُدمت سيدتان للإمبراطور فرانز يوزف في حفلة راقصة قصر هُفبُرغ، رسمها فِلهلم غوَس (1900)

حفلة راقصة في الساحة الإمبراطورية الروسية في العقد الأول من القرن العشرين

الحفلة الراقصة أو البَلّ (Ball في العديد من اللغات) هي حفلة رقص رسمية غالبًا ما تتضمن وليمة تليها رقصة اجتماعية تشمل رقصة المرقص. أصبحت الحفلة الراقصة من الرقصات الرسمية خلال العصور الوسطى واستمرت في جولات المختلفة عبر القرون التالية مثل رقص الباروك في القرن السابع عشر والرقص الكوتِليون في القرن الثامن عشر. ثمة أنواعٌ منها كالتنكرية وحفلة المستهلات الراقصة بالإضافة إلى حفلة المتنزه الأكثر حداثة.